# Miguel de Noronha, 4.º Conde de Linhares
Dom Miguel de Noronha, 4.º Conde de Linhares (1585 — Madrid, 1647) foi um nobre e militar português. Foi governador do Tânger (1624 a 1628), como seu pai D. Afonso, angariando grande sucesso nas lutas contra os mouros naquela região. Logo após, foi nomeado 44.º Governador da Índia e 23.º Vice-rei da Índia, cargo que exerceu de 1629 a 1635. Era bisneto de Dom Afonso de Noronha, que também foi vice-rei da Índia.
Durante seu vice-reinado na Índia, teve graves problemas com corrupção e ataques externos, tendo grandes perdas no Ceilão e Mombaça. De volta à Europa, foi nomeado membro do Conselho de Portugal em Madrid. Neste cargo, defendeu que Portugal deveria ser um reino incorporado, tendo graves desavenças com o conde-duque de Olivares, que acreditava que todos os domínios de Dom Filipe III deveriam ser províncias espanholas. Depois da Guerra da Restauração, continuou fiel a Felipe III, terminando a sua vida na capital espanhola.